# Спортна гимнастика
Спортната гимнастика е вид летен олимпийски спорт, включващ състезания на гимнастически уреди като упражнения на земя, прескоци и други.
Общото наименование гимнастика включва също художествената гимнастика, както и несъстезателни занимания за развлечение и запазване на физическата форма.
Гимнастическите уреди в спортната гимнастика са различни за мъже и жени. Спортистите изиграват съчетанията си за време от 30 до 90 секунди, в зависимост от уреда.
Като спорт възниква в Древна Гърция, макар че още в Древен Китай и Индия са използвали подобни уреди за лечение и профилактика преди това. През 1881 година е основана Международната федерация по гимнастика. За първи път спортната гимнастика е включена в програмата в Олимпийските игри през 1896 година, но на жените се разрешава да участват едва през 1928 г.